# مارك فينلاي
مارك فينلاي (بالإنجليزية: Mark Finlay)‏ هو لاعب اتحاد الرغبي نيوزيلندي، ولد في 10 مايو 1963 في بالميرستون نورث في نيوزيلندا.